# A Boy and His Blob
A Boy and His Blob (En Español Un muchacho y su masa) es un videojuego de plataformas y lógica desarrollado por WayForward Technologies y publicado por Majesco Entertainment para el Nintendo Wii. Fue lanzado en Norteamérica el 13 de octubre de 2009 y en Europa el 6 de noviembre de 2009. Es una reimaginación del juego A Boy and His Blob: Trouble on Blobolonia para el Nintendo Entertainment System.
Sean Velasco, director de WayForward y seguidor del juego original de NES, expresó su deseo de recrear y actualizar la experiencia del juego para los jugadores de la generación actual mediante la simplificación de sus mecánicas de juego para crear una experiencia más "perdonadora".
La dirección de arte de A Boy and His Blob' recibió críticas muy positivas, y fue utilizada por los desarrolladores, junto a una historia minimalista, para crear un juego amigable y accesible a una audiencia muy amplia.

## Mecánica de juego
A Boy and His Blob es un juego de plataformas y lógica 2D. Los personajes principales progresan a través de niveles variados con diversos obstáculos. El protagonista alimenta al blob con grageas dulces para transformarlo en uno de 15 objetos diferentes que pueden usarse para resolver acertijos y derrotar enemigos. A diferencia de la versión de NES, donde sólo se mostraba el sabor de la gragea dulce, la versión de Wii dispone de un menú que muestra cada transformación. El blob puede revertirse a su forma original, y se le puede ordenar que siga al niño o se quede en su sitio. El niño morirá si toca a un enemigo u otro peligro, o si cae desde una gran altura.
A Boy and His Blob no utiliza las capacidades de detección de movimiento ni los controles infrarrojos del Wiimote, y se puede controlar con el Wii Remote (junto con el Nunchuk) o con el control clásico de Wii. Varios reseñadores del juego observaron la existencia del botón de "abrazar", que produce como único efecto que el niño abrace al blob.

## Recepción
Las críticas a A Boy and His Blob han sido muy positivas. Muchos críticos comentaron el buen diseño de arte del juego, y lo fiel de la adaptación de la versión original de NES. Nintendo Power indicó que el juego es "una aventura súper mágica llena de fantásticas vistas y una jugabilidad satisfactoria", y alabó que el juego "puede ser disfrutado en múltiples niveles y por jugadores de todas las edades", puntuándolo con 8.5 de 10. IGN también mencionó positivamente la dirección de arte del juego, pero criticó los controles y la naturaleza "muere y reintenta" de los niveles, puntuando el juego con 7.6 de 10. GameTrailers también cuestionó algunos aspectos de los controles del juego pero exaltó sus acertijos y su estilo general, otorgándole un puntaje total de 8.5 de 10.